# Війна з наркотиками
Війна з наркотиками (також війна з наркоманією; англ. War on Drugs) — термін у політиці США, що описує багаторічну кампанію з боротьби з наркоторгівлею та вживанням наркотичних речовин. Заходи, ужиті урядом США включали в себе запровадження заборонного законодавства, військової допомоги іншим державам та воєнної інтервенції. Сьогодні Альянс з Наркополітики, який робить усе для завершення Війни з наркоманією, виступає із заявами, що Федеральний уряд США щороку витрачає близько $ 51 млрд тільки на ці заходи.
Термін вперше був використаний президентом США Річардом Ніксоном, а потім набув популярності завдяки ЗМІ.

## Спроби боротьби
Першою країною, у якій найбільш очевидна військова спрямованість боротьби з наркотиками, є США. У жовтні 2013 року спецслужбами США був закритий відомий інтернет-магазин наркотиків Silk Road, що працював у рамках анонімної мережі Tor з 2011 року, а його передбачуваний власник — Вільям Росс Ульбріхт — був заарештований. Після закриття з'явилося кілька «клонів»

## Результати
На думку британського тижневика «Економіст», історія кінця XX століття показала безплідність «війни з наркотиками» Наприклад, знищення плантацій коки в Перу призвело до збільшення посадок у Колумбії. Після знищення посівів у Колумбії, знову зросло виробництво коки в Перу. Навіть короткочасний дефіцит традиційних наркотиків призводить до поширення сурогатів, які часто є більш небезпечними для здоров'я.
Видання вказує на те, що «війна з наркоманією» в Латинській Америці лише ускладнила ситуацію в місцевості та радикалізувала кримінальний світ, корумпувала уряд та правоохоронну систему, при цьому нагальна мета зниження поставок наркотиків до США так і не була вирішена.